# Benetton (rodina)

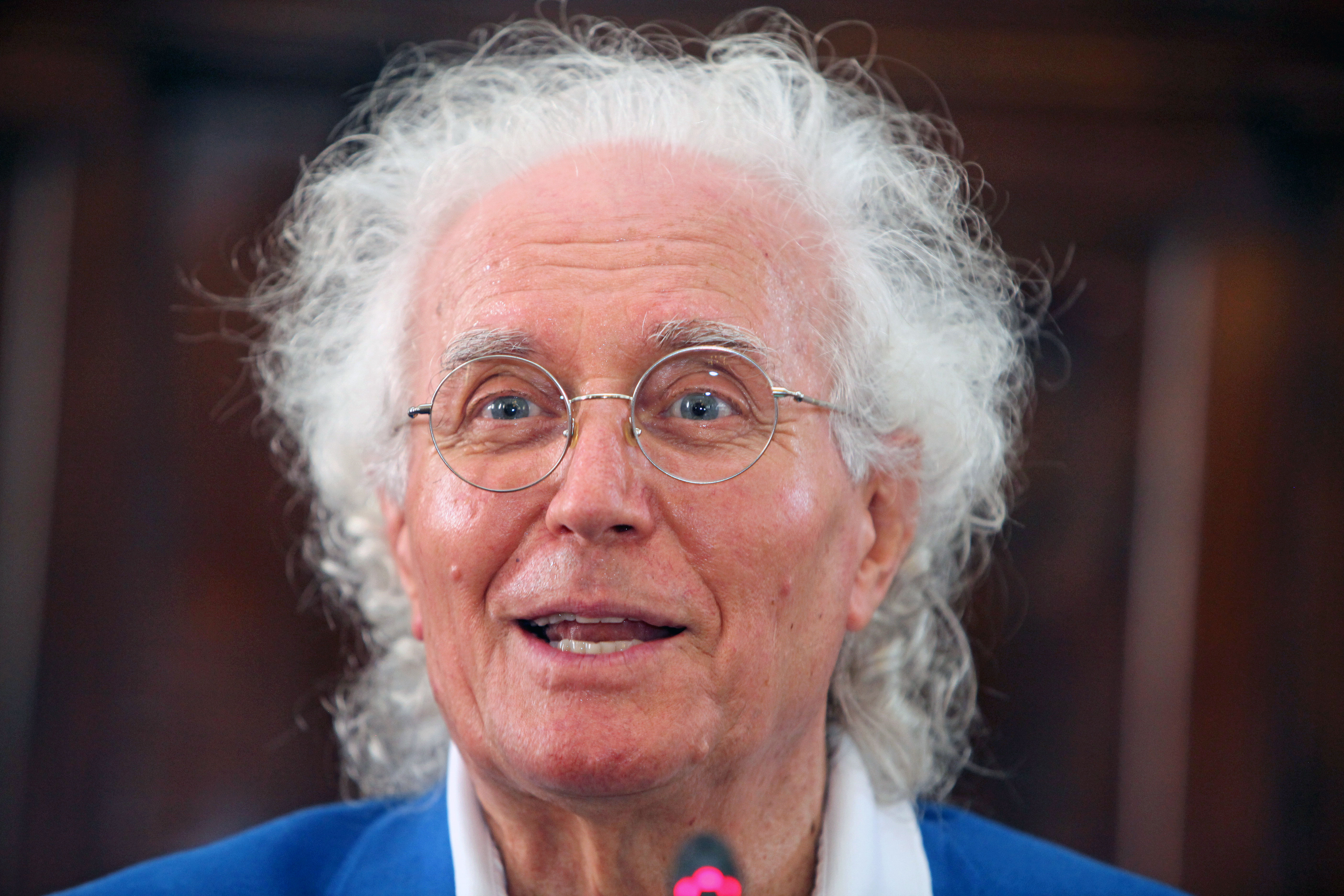
Luciano Benetton, 2015

Rodina Benettonů je italská rodina, která dala jméno a založila v roce 1965 mezinárodně známou italskou oděvní firmu United Colors of Benetton. Tři bratři a jedna sestra se narodili v Trevisu v Itálii. Jejich otec vlastnil obchod s jízdními koly. Firma Benetton byla také největším sponzorem členů týmu Formule 1 Benetton Formula a basketballového a ragbyového týmu Benetton Treviso.

## Členové

### Zakladatelé United Colors of Benetton
- Luciano Benetton [lučiáno beneton] se narodil 13. května 1935 a jako nejstarší ze čtyř sourozenců se stal ředitelem společnosti. V letech 1992 – 1994 působil jako senátor Itálie za stranu Partito Repubblicano Italiano. Má čtyři děti – dcera Maria Teresa Maestri (*15. června 1962), syn Alessandro (*2. března 1964), dcera Rosella (*23. června 1965) a syn Rocco (29. září 1969).

- Guiliana Benetton [džuliána beneton] je narozená 8. července 1938. Je členkou Benetton Group a stará se o návrhy a vybírání vhodných látek. Je vdaná, má čtyři děti – Paolu, Francu, Danielu a Carla.

- Gilberto Benetton [džilberto beneton], (19. června 1941 – 22. října 2018) dohlížel na všechny finanční a realitní záležitosti firmy. Byl také předsedou Autogrillu. Měl dvě dcery – Barbaru a Sabrinu, obě žijí v Treviso.

- Carlo Benetton [carlo beneton] je nejmladší ze čtyř sourozenců. Narodil se 26. prosince 1943. Ve firmě řídil produkci. Má čtyři děti – Massima, Andreu, Christiana a Leona. Žijí v Treviso.

### Mladší generace
Franca, Alessandro, Sabrina a Christian Benettonovi jsou členové představenstva Benetton Group S.p.A.
- Alessandro Benetton [alechandro beneton] se narodil 2. března 1964 v Treviso jako nejstarší syn Luciana a jeho ženy Marie Teresy. Vystudoval v Bostonu a na Harvardu a v současné době je to Lucianův nástupce. Se svou ženou, trojnásobnou olympijskou vítězkou v alpském lyžování Deborah Compagnoni, má tři děti – Agnese, Tobiase a Lucy.

- Rocco Benetton [roko beneton] se narodil 29. září 1969 také jako syn Luciana a Marie. Vystudoval strojní inženýrství v Bostonu. Po studiích se přestěhoval do New Yorku, v roce 1997 do Anglie. V roce 2000 se vrátil do Treviso.